# James Tomkins (roeier)
James Bruce Tomkins (Sydney, 19 augustus 1965) is een Australisch roeier. Tomkins maakte zijn debuut tijdens de Wereldkampioenschappen roeien 1985 met een negende plaats in de acht. Bij zijn volgende deelname aan de wereldkampioenschappen roeien 1986 werd Tomkins wereldkampioen in de acht. Twee jaar later maakte Tomkins zijn Olympische debuut met een vijfde plaats in de acht tijdens de Olympische Zomerspelen 1988. Op de wereldkampioenschappen roeien 1990 in zijn thuisland won Tomkins zijn eerste wereldtitel in de vier-zonder-stuurman een jaar later prolongeerde Tomkins deze titel. Tijdens zijn tweede spelen behaalde Tomkins de olympische titel in de vier-zonder-stuurman. Vier jaar later verlengde Tomkins deze titel in de vier-zonder-stuurman tijdens de Olympische Zomerspelen 1996. Tijdens de wereldkampioenschappen roeien 1998 behaalde Tonkins zijn vierde wereldtitel, deze keer in de niet Olympische vier-met-stuurman. Een jaar later behaalde Tomkins zijn volgende wereldtitel in de twee-zonder-stuurman tijdens de wereldkampioenschappen roeien 1999. Tijdens de Olympische Zomerspelen 2000 in zijn geboortestad behaalde Tonkins de bronzen medaille in de vier-zonder-stuurman. Tonkins behaalde zijn zesde en laatste wereldtitel tijdens de wereldkampioenschappen roeien 2003 in de twee-zonder-stuurman. Op de Olympische Zomerspelen 2004 won Tomkins samen met Drew Ginn de olympische titel in de twee-zonder-stuurman. Tokins zijn laatste Olympische optreden was de zesde plaats tijdens de Olympische Zomerspelen 2008 in de acht.

## Resultaten
- Wereldkampioenschappen roeien 1985 in Hazewinkel 9e in de acht
- Wereldkampioenschappen roeien 1986 in Nottingham  in de acht
- Wereldkampioenschappen roeien 1987 in Kopenhagen 4e in de acht
- Olympische Zomerspelen 1988 in Seoel 5e in de acht
- Wereldkampioenschappen roeien 1990 in Barrington  in de vier-zonder-stuurman
- Wereldkampioenschappen roeien 1991 in Wenen  in de vier-zonder-stuurman
- Olympische Zomerspelen 1992 in Barcelona  in de vier-zonder-stuurman
- Wereldkampioenschappen roeien 1995 in Tampere 5e in de vier-zonder-stuurman
- Olympische Zomerspelen 1996 in Atlanta  in de vier-zonder-stuurman
- Wereldkampioenschappen roeien 1998 in Keulen  in de vier-met-stuurman
- Wereldkampioenschappen roeien 1999 in St. Catharines  in de twee-zonder-stuurman
- Olympische Zomerspelen 2000 in Sydney  in de twee-zonder-stuurman
- Wereldkampioenschappen roeien 2002 in Sevilla 4e in de twee-zonder-stuurman
- Wereldkampioenschappen roeien 2003 in Milaan  in de twee-zonder-stuurman
- Olympische Zomerspelen 2004 in Athene  in de twee-zonder-stuurman
- Wereldkampioenschappen roeien 2007 in München 8e in de acht
- Olympische Zomerspelen 2008 in Peking 6e in de acht

1904: Robert Farnan & Joseph Ryan ·
1908: Reginald Fenning & Gordon Thomson ·
1924: Teun Beijnen & Willy Rösingh ·
1928: Kurt Moeschter & Bruno Müller ·
1932: Lewis Clive & Hugh Edwards ·
1936: Willi Eichhorn & Hugo Strauß ·
1948: Jack Wilson & Ran Laurie ·
1952: Charles Logg & Thomas Price ·
1956: James Fifer & Duvall Hecht ·
1960: Valentin Borejko & Oleg Golovanov ·
1964: George Hungerford & Roger Jackson ·
1968: Jörg Lucke & Heinz-Jürgen Bothe ·
1972: Siegfried Brietzke & Wolfgang Mager ·
1976: Jörg Landvoigt & Bernd Landvoigt ·
1980: Jörg Landvoigt & Bernd Landvoigt ·
1984: Petru Iosub & Valer Toma ·
1988: Andy Holmes & Steve Redgrave ·
1992: Steve Redgrave & Matthew Pinsent ·
1996: Steve Redgrave & Matthew Pinsent ·
2000: Michel Andrieux & Jean-Christophe Rolland ·
2004: Drew Ginn & James Tomkins ·
2008: Drew Ginn & Duncan Free ·
2012: Eric Murray & Hamish Bond ·
2016: Eric Murray & Hamish Bond ·
2020: Martin Sinković & Valent Sinković ·
2024: Martin Sinković & Valent Sinković
1904: Arthur Stockhoff & August Erker & Albert Nasse & George Dietz ·
1908: Robert Cudmore & James Angus Gillan & Duncan Mackinnon & Robert Somers-Smith ·
1924: Charles Eley & James MacNabb & Robert Morrison & Terence Sanders ·
1928: John Lander & Michael Warriner & Richard Beesly & Edward Bevan ·
1932: John Badcock & Hugh Edwards & Jack Beresford & Rowland George ·
1936: Rudolf Eckstein & Anton Rom & Martin Karl & Wilhelm Menne ·
1948: Giuseppe Moioli & Elio Morille & Giovanni Invernizzi & Franco Faggi ·
1952: Duje Bonačić & Velimir Valenta & Mate Trojanović & Petar Šegvić ·
1956: Archibald MacKinnon & Walter D'Hondt & Lorne Loomer & Donald Arnold ·
1960: Arthur Ayrault & Ted Nash & John Sayre & Richard Wailes ·
1964: John Ørsted Hansen & Bjørn Hasløv & Erik Petersen & Kurt Helmudt ·
1968: Frank Forberger & Frank Rühle & Dieter Grahn & Dieter Schubert ·
1972: Frank Forberger & Frank Rühle & Dieter Grahn & Dieter Schubert ·
1976: Siegfried Brietzke & Andreas Decker & Stefan Semmler & Wolfgang Mager ·
1980: [[Jürgen Thiele] & Andreas Decker & Stefan Semmler] & Siegfried Brietzke ·
1984: Les O'Connell & Shane O'Brien & Conrad Robertson & Keith Trask ·
1988: Roland Schröder & Thomas Greiner & Ralf Brudel & Olaf Förster ·
1992: Andrew Cooper & Nick Green & Mike McKay & James Tomkins ·
1996: Nick Green & Drew Ginn & James Tomkins & Mike McKay ·
2000: James Cracknell & Steve Redgrave & Tim Foster & Matthew Pinsent ·
2004: Steve Williams & James Cracknell & Ed Coode & Matthew Pinsent ·
2008: Tom James & Pete Reed & Andrew Triggs-Hodge & Steve Williams ·
2012: Alex Gregory & Pete Reed & Tom James & Andrew Triggs-Hodge ·
2016: Alex Gregory & Constantine Louloudis & George Nash & Mohamed Sbihi ·
2020: Alexander Purnell & Spencer Turrin  & Jack Hargreaves  & Alexander Hill ·
2024: Nick Mead & Justin Best & Michael Grady & Liam Corrigan